# Oberdallersbach
Oberdallersbach ist ein Gemeindeteil der Stadt Feuchtwangen im Landkreis Ansbach (Mittelfranken, Bayern). Oberdallersbach liegt in der Gemarkung Vorderbreitenthann.

## Geografie
Der Weiler liegt am Krummbach, einem linken Zufluss der Sulzach. Im Südwesten grenzt das Starkfeld an, im Osten jenseits des Krummbachs liegt die bewaldete Anhöhe Im Schor, 0,5 km nördlich liegt die bewaldete Anhöhe Im Berg. Eine Gemeindeverbindungsstraße führt nach Bonlanden (0,8 km westlich) bzw. über Hinterbreitenthann zur Staatsstraße 1066 (2,1 km nordöstlich), eine weitere führt nach Leiperzell (1,8 km südlich).

## Geschichte
Oberdallersbach lag im Fraischbezirk des ansbachischen Oberamtes Feuchtwangen. Im Jahr 1732 bestand der Ort aus drei Anwesen. Grundherren waren das Stiftsverwalteramt Feuchtwangen (zwei Höfe) und das Kastenamt Feuchtwangen (eine Mahlmühle). Gegen Ende des 18. Jahrhunderts gab es nur noch zwei Anwesen. Von 1797 bis 1808 unterstand der Ort dem Justiz- und Kammeramt Feuchtwangen.
Mit dem Gemeindeedikt (frühes 19. Jahrhundert) wurde Oberdallersbach dem Steuerdistrikt Tauberschallbach und der Ruralgemeinde Vorderbreitenthann zugeordnet. Im Zuge der Gebietsreform in Bayern wurde Oberdallersbach am 1. Januar 1972 nach Feuchtwangen eingemeindet.

### Baudenkmäler
- Haus Nr. 3: ehemalige Mühle, zweigeschossiges Gebäude mit Steildach, mit Quergiebel, Massivbau, teilweise natursteinsichtig, mit Fachwerkobergeschoss, östlich Fachwerkgiebel, 17. Jahrhundert[8]
- Steinkreuz, mittelalterlich; gegenüber Haus Nr. 8[8]

### Einwohnerentwicklung
| Jahr      | 001818 | 001840 | 001861 | 001871 | 001885 | 001900 | 001925 | 001950 | 001961 | 001970 | 001987 |
| Einwohner | 48     | 54     | 38     | 52     | 43     | 39     | 37     | 56     | 25     | 27     | 20     |
| Häuser    | 7      | 5      |        |        | 6      | 7      | 6      | 6      | 6      |        | 6      |
| Quelle    | [ 10 ] | [ 11 ] | [ 12 ] | [ 13 ] | [ 14 ] | [ 15 ] | [ 16 ] | [ 17 ] | [ 18 ] | [ 19 ] | [ 1 ]  |

## Religion
Der Ort ist evangelisch-lutherisch geprägt und bis heute nach Feuchtwangen gepfarrt. Die Einwohner römisch-katholischer Konfession sind nach Mariä Sieben Schmerzen (Weinberg) gepfarrt.